# Dendrobium incurvatum
Dendrobium incurvatum är en orkidéart som beskrevs av Rudolf Schlechter. Dendrobium incurvatum ingår i släktet Dendrobium, och familjen orkidéer. Inga underarter finns listade i Catalogue of Life.